# エリザベス・ルーソン＝ゴア (サザーランド公爵夫人)
サザーランド公爵夫人・第19代サザーランド女伯爵エリザベス・サザーランド＝ルーソン＝ゴア（英語: Elizabeth Sutherland Leveson-Gower, Duchess of Sutherland, 19th Countess of Sutherland、1765年5月24日 - 1839年1月29日）は、イギリスの貴族。

## 経歴
1765年5月24日、スコットランド貴族の第18代サザーランド伯爵ウィリアム・ゴードンとその妻メアリー（旧姓マクスウェル）の次女として生まれた。姉にキャサリンがあったが、この姉は早世した。
1766年6月16日に父が死去したが、父には男子がなかったため、彼女が父の保有爵位のうち女系継承が可能だった第19代サザーランド伯爵位と伯爵家の所領を継承した。この相続をめぐっては争いがあったものの、1771年の貴族院の決定で彼女が継承者に決まった。1785年9月にスタッフォード侯爵家の嫡男であるトレンタム子爵（儀礼称号）ジョージ・ルーソン＝ゴア（後の第2代スタッフォード侯爵・初代サザーランド公爵）と結婚した。
1790年に夫が駐フランス大使に任じられ、そのため数年をフランス革命直後のフランスで過ごすことになった。フランス滞在中フランス王妃マリー・アントワネットと親交を結んだ。
サザーランド公爵家が所有する100万エーカーに近いスコットランド高地帯の所領の開発を熱心に推進した
。
開発に反対する地元小作人について彼女は息子に宛てた手紙の中で「動物以下の存在」と見下している。対仏戦争でサザーランド公爵家は第93連隊の編成を担当したが、応召を無視している小作人が多いことへの不満もあったようである。
1839年1月29日に死去した。

## 家族
夫の初代サザーランド公爵ジョージ・ルーソン＝ゴアとの間に以下の4子を儲ける。
- 第1子（長男）ジョージ・グランヴィル・サザーランド＝ルーソン＝ゴア（1786年 - 1861年） - 第2代サザーランド公爵位、第20代サザーランド伯爵位を継承
- 第2子（長女）シャーロット・ソフィア・ルーソン＝ゴア（英語版）（1788年 - 1870年） - 第13代ノーフォーク公爵ヘンリー・ハワードと結婚
- 第3子（次女）エリザベス・メアリー・ルーソン＝ゴア（1797年 - 1891年） - 第2代ウェストミンスター公爵リチャード・グローヴナー（英語版）と結婚
- 第4子（次男）フランシス・エジャートン（英語版）（1800年 - 1857年） - トーリー党政権の閣僚。エレズミーア伯爵に叙される。